# سامويلي فيناتو
صامويل فيناتو (بالإيطالية: Samuele Vignato؛ بالبرتغالية: Samuele Vignato) هو لاعب كرة قدم إيطالي وبرازيلي، ولد في 2004 في نيغرار في إيطاليا.

## وصلات خارجية
- سامويلي فيناتو على موقع الاتحاد الأوربي (الإنجليزية)
- سامويلي فيناتو على موقع قاعدة بيانات كرة القدم.إي يو (الإنجليزية)
- سامويلي فيناتو على موقع Soccerbase.com (لاعب) (الإنجليزية)
- سامويلي فيناتو على موقع Soccerway.com (الإنجليزية)
- سامويلي فيناتو على موقع عالم كرة القدم.نت (الإنجليزية)